# Valle de Santa Inés
Valle de Santa Inés es una localidad española del municipio de Betancuria, situado en la isla de Fuerteventura, perteneciente a la provincia de Las Palmas, en la comunidad autónoma de Canarias.

## Historia
Hacia mediados del siglo XIX, el lugar tenía contabilizada una población de doscientos habitantes. Aparece descrito en el decimoquinto volumen del Diccionario geográfico-estadístico-histórico de España y sus posesiones de Ultramar de Pascual Madoz con las siguientes palabras:

VALLE DE SANTA INES: pago dependiente del ayunt. y parr. de la Villa, en la isla de Fuerteventura, prov. de Canarias, part. jud. de Teguise: sit. entre barrancos, al pie de la montaña de la Villa; combatido principalmente por le aire litulado brisa y de clima saludable: aunque se padecen algunos tabardillos y pulmonias. Los habitantes de este pago se surten de agua para sus usos de los pozos que son de buena calidad: hay una ermita (Sta. Inés) casi al centro del térm., en la que se dice misa por un capellan pagado por el vec. todos los dias festivos. Confina por N. con la jurisd. de Casillas del Angel á corta dist.; E. con la misma y la Antigua (á 1/4 de leg.); S. con lo alto de la Montaña (á 1/2), y O. con el Mar (á 1 y 1/2): en él se hallan unos pequeños manantiales de agua, con la que riegan algunos trozos de terr. de regular calidad, aunque sea su mayor parte calizo. caminos: el que dirige á la Villa, está algo descuidado y los demas en un estado regular: la correspondencia se recibe en dias indeterminados de la Antigua y Puerto de Cabras. prod.: trigo, cebada, barrilla y alguna cochinilla, cuya cosecha podria aumentarse por ser el terreno muy apropósito para el cultivo de nopales, asi como tambien de toda clase de árboles frutales en sus barrancos y cañadas, los cuales no solamente darian frutos esquisitos, sino que ademas traerian todas las ventajas consiguientes del arbolado. La mayor parte del terr., inclinado destinado para las plantas gramíneas que era el de mejor calidad, ha sido arrastrado por las lluvias, habiendo solo quedado á corta profundidad una capa de piedra caliza muy poco fructifera. ind.: fabricacion de loza de barro para la cocina, mala y basta; tejidos ordinarios de lino y lana para el consumo de sus habitantes., y la agricultura. pobl.: 200 alm. riqueza y contr. con el ayuntamiento.
(Madoz, 1849, p. 597)

En la actualidad, pertenece al municipio de Betancuria. En 2022, la entidad singular de población tenía empadronados 403 habitantes y el núcleo de población, 226.

## Patrimonio
Hay en el lugar una ermita de Santa Inés.

## Fiestas
La localidad celebra las fiestas patronales de Santa Inés de Roma el 21 de enero. También se celebran las fiestas de San Bartolomé Apóstol el 24 de agosto.